# Rhipidia ingenua
Rhipidia ingenua är en tvåvingeart som först beskrevs av Alexander 1945.  Rhipidia ingenua ingår i släktet Rhipidia och familjen småharkrankar.
Artens utbredningsområde är Costa Rica. Inga underarter finns listade i Catalogue of Life.